# Melitaea ornatiformis
Melitaea ornatiformis är en fjärilsart som beskrevs av De Sagarra 1930. Melitaea ornatiformis ingår i släktet Melitaea och familjen praktfjärilar. Inga underarter finns listade i Catalogue of Life.